# Grigorij Kapranow
Grigorij Matwiejewicz Kapranow (ros. Григорий Матвеевич Капранов, ur. 1906, zm. 1960) – radziecki działacz partyjny i państwowy.

## Życiorys
Od 1932 należał do WKP(b), od 1941 do sierpnia 1944 był II sekretarzem, a od sierpnia 1944 do lutego 1947 I sekretarzem Komitetu Obwodowego WKP(b) w Iwanowie, później pełnił funkcję zastępcy ministra ubezpieczeń społecznych Rosyjskiej FSRR. Został pochowany na Cmentarzu Nowodziewiczym.